# مایک آدنوگا
مایک آدنوگا (انگلیسی: Mike Adenuga؛ زادهٔ ۲۹ آوریل ۱۹۵۳) کارآفرین اهل نیجریه است.